# Newport (Mayo)
Newport (Baile Uí Fhiacháin in irlandese) è un piccolo centro della contea di Mayo, nella Repubblica d'Irlanda. È situato sulla costa occidentale dell'isola d'Irlanda, più precisamente sulla parte centro-settentrionale della Baia di Clew e all'interno dell'omonima Baia di Newport, contenuta nella prima, a nord della più importante e conosciuta Westport. Newport è attraversata dall'omonimo fiume poco prima che sfoci nella baia antistante.

## Luoghi d'interesse
Elemento caratterizzante di Newport è un vecchio ponte ferroviario in mattoni, oggi non più utilizzato, simile ad un acquedotto, affiancato da una chiesa cattolica, la "Chiesa di San Patrizio" (St. Patrick's Church) con la quale svetta a distanza creando un paesaggio molto pittoresco e particolare. Per la sua posizione di spicco, la chiesa viene spesso chiamata addirittura la Cattedrale di Newport, anche se è niente più che una semplice parrocchia locale.
Tipico del centro abitato anche un murale che raffigura le Fughe di Castlebar, episodio storico che vide lo sbaragliamento di truppe inglesi stanziate nella contea dopo lo sbarco del generale napoleonico Humbert nella vicina Killala. Il disegno è raffigurato su una casa evidentissima nel centro del paese, praticamente visibile a chiunque prosegua oltre l'abitato per andare verso Bangor Erris o Achill Island sulla N59 dato che la stessa abitazione forma una fastidiosa strettoia che provoca numerosi rallentamenti.
Vicino Newport è situato, inoltre, il pittoresco Castello di Rockfleet, residenza sulla terraferma irlandese della celebre e leggendaria regina pirata Grace O'Malley.

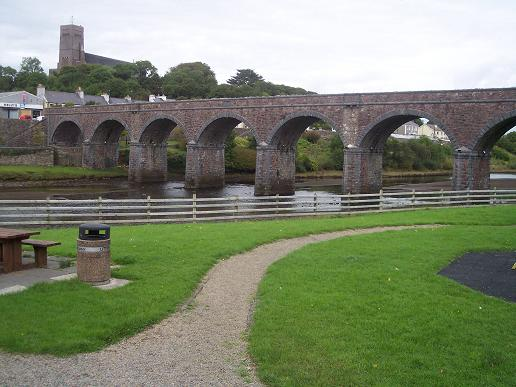
Il classico scorcio con il ponte ferroviario e la chiesa
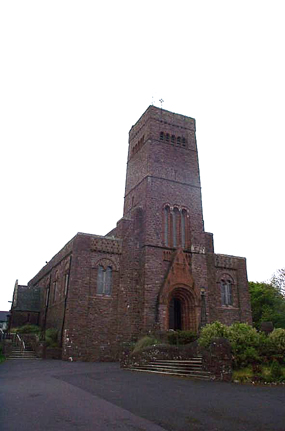
Chiesa di San Patrizio
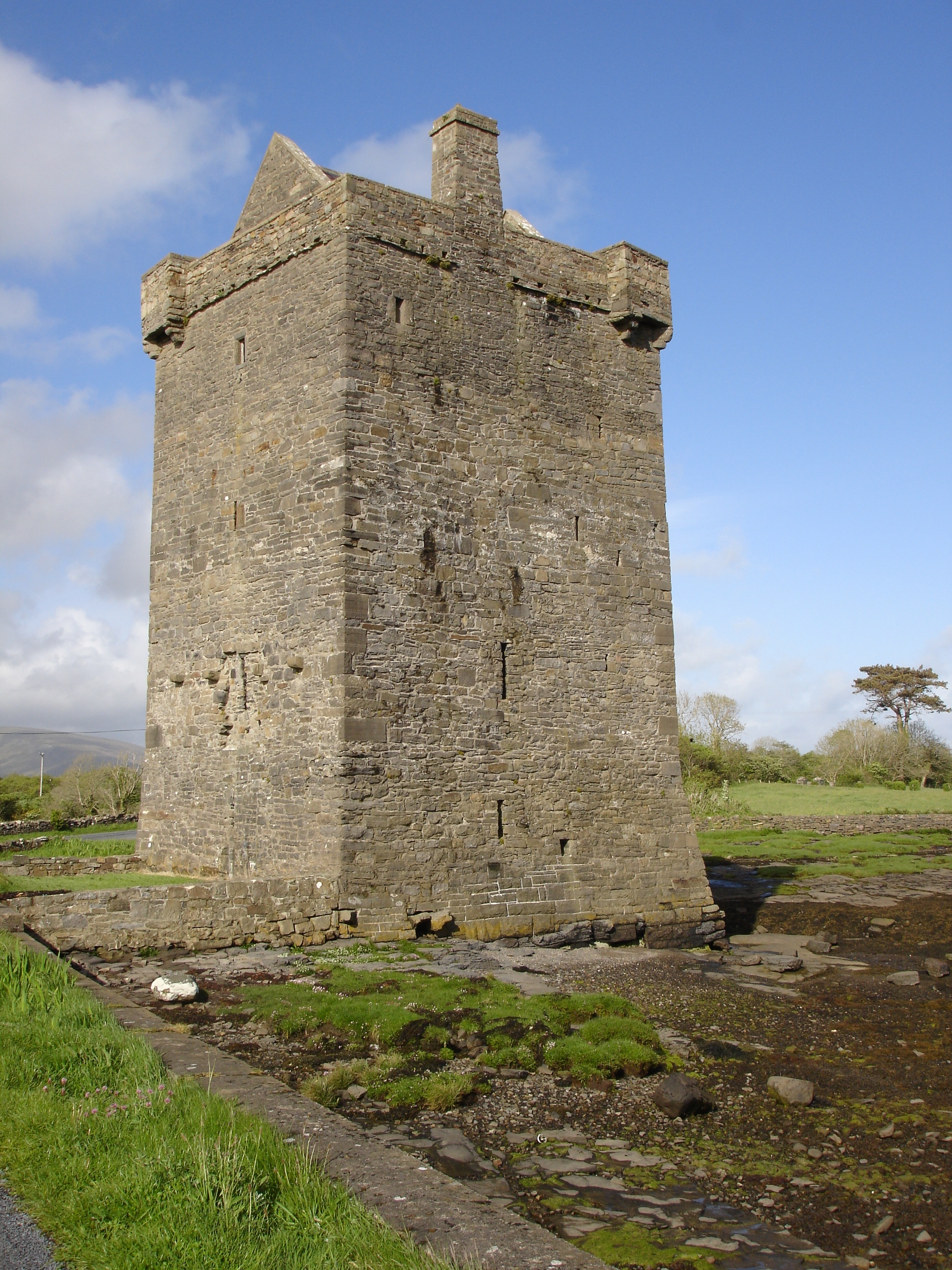
Castello di Rockfleet

## Infrastrutture e trasporti
La strada N59 collega Newport a Westport e passa proprio all'interno del centro abitato. Castlebar, county town della contea di Mayo, è situata a poca distanza e collegata da un'altra piccola strada. Newport, essendo affacciata sul mare, è dotata anche di un piccolo porto.

## Sport e cultura
L'omonimo fiume Newport, soggetto a pesanti influssi a seconda delle maree e delle secche, scorre dai vicini laghi, dei quali il Lough Beltra, a soli 5 km, è il più vasto, è molto importante per la tradizione del centro abitato. Sul ponte ci sono usanze e tradizioni particolari, oltre che feste. Nello stesso fiume si svolgono gare di canottaggio ed è molto apprezzato per la pesca. A nord ci sono altri laghi piuttosto grandi, come il Lough Feeagh ed il Furnace Lough.